# Serrada (kommunhuvudort)
Serrada är en kommunhuvudort i Spanien.   Den ligger i provinsen Provincia de Valladolid och regionen Kastilien och Leon, i den centrala delen av landet, 150 km nordväst om huvudstaden Madrid. Serrada ligger 725 meter över havet och antalet invånare är 1 133.
Terrängen runt Serrada är platt, och sluttar norrut. Runt Serrada är det ganska tätbefolkat, med 54 invånare per kvadratkilometer. Närmaste större samhälle är Tordesillas, 12,6 km väster om Serrada. Trakten runt Serrada består till största delen av jordbruksmark.